# Handballverein Herzogenbuchsee
Der Handballverein Herzogenbuchsee (HVH) ist ein Schweizer Handballverein aus Herzogenbuchsee. Mit Mannschaften von sämtlichen Juniorinnen- und Juniorenstufen bis hin zu den 1. Mannschaften in der 1. Liga (Männer, 3. Spielklasse) und der SPAR Premium League 1 (Frauen, 1. Spielklasse) gehört der HVH zu den erfolgreichsten Sportvereinen in der Region.

## Vereinsporträt
Der Handballverein Herzogenbuchsee wurde 1968 als Turnverein-Sektion gegründet und ist seit 1987 ein eigenständiger Verein. Der HVH steht unter der Leitung von sieben Vorstandsmitgliedern. Bei 320 Mitgliedern, die in fünf Aktiv- und neun Nachwuchsmannschaften spielen, sind das Damen 1 (SPL1 resp. NLA) und das Herren 1 (1. Liga) die Aushängeschilder. Damit gehört der HVH zu den grössten Handballvereinen der Schweiz. Die Vereinsführung kann auf mehr als 20 Funktionäre und über 30 ausgebildete Trainer zählen.
Eine sehr wichtige Rolle nimmt seit je die konsequente Verfolgung der Nachwuchsarbeit ein. Neben J&S Kids-Handball, Minihandballturnieren, Talentfördertrainings, Handballwochen usw. bietet der Verein im Rahmen des Projekts «Handball macht Schule» den Schulen weiter kostenlose Demotrainings an. Dabei bringen ausgebildete Trainer und Trainerinnen des HVH dem Lehrpersonal von Herzogenbuchsee und Umgebung im Turnunterricht den Handballsport näher und instruieren namentlich dessen Regeln und Technik.
Weiter setzt sich der Verein ambitionierte sportliche Ziele auf jeder Alters- und Leistungsstufe, will aber auch das Handballspiel ohne Leistungsdruck ermöglichen. So gelingt es dem Handballverein Herzogenbuchsee, jedem Mitglied das zu bieten, was seinen oder ihren Bedürfnissen am meisten entspricht. Dieses Ziel ist insbesondere im Leitbild verankert.